# (14403) de Machault
(14403) de Machault ist ein Asteroid des Hauptgürtels, der am 8. April 1991 vom belgischen Astronom Eric Walter Elst am La-Silla-Observatorium (IAU-Code 809) der Europäischen Südsternwarte in Chile entdeckt wurde.
Der Asteroid wurde am 12. Juli 2014 nach dem französischen Komponisten und Dichter des Mittelalters Guillaume de Machaut (ca. 1300–1377) benannt, der als bedeutendster Komponist der Ars nova gilt.